# Trochalus opaculus
Trochalus opaculus är en skalbaggsart som beskrevs av Moser 1916. Trochalus opaculus ingår i släktet Trochalus och familjen Melolonthidae. Inga underarter finns listade i Catalogue of Life.